# Zviždara
Zviždara (lat. Mareca penelope) je vrsta iz porodice patkarica.

## Osobine
Ova patka naraste do veličine od 41 do 51 cm, raspon krila kreće joj se između 75 i 86 cm, a teži 500 do 900 g. Spolove obilježava značajan spolni dimorfizam. Perje mužjaka je uz tijelo sivkasto. Trbušni dio je bjelkast do bež. Na krilima imaju bijelu prugu. Karakteristična im je smeđa glava s bijelom pjegom na čelu koja se produžava do početka kljuna. Vrh zelenkastoplavkastog kljuna je crn. Suprotno tome, ženka je neupadljive smećkaste boje. Noge oba spola su sivosmeđe do gotovo crne boje.
Zviždare su aktivne danju, u sumrak i noću. Noću izvrsno vide, jer im stražnja strana oka sadrži reflektirajuću tvar. Na taj način do očnog živca svjetlo stiže dva puta. Ove patke su vrlo druželjubive i uvijek ih se može sresti u većim grupama. 

## Rasprostranjenost
Gnijezde se u sjevernoj Europi i sjevernoj Aziji, a dijelom i na sjeveru sjeverne Amerike. Tamo nastanjuje jezera i jezerca bogata vegetacijom. Ponekad ih se može sresti i na rijekama vrlo sporog toka. Početkom zime odlaze na jug. Zimovališta europskih populacija su im u srednjoj i južnoj Europi. Ovdje ih se može sresti i na poljoprivrednom zemljištu, gdje znaju nanijeti štete usjevima.

## Hrana
Zviždare su isključivi biljožderi. Uz vodene biljke, pasu travu i na kopnu. Dnevna potreba im je oko 300 do 400 grama. Da bi pojele tu količinu, moraju se hraniti gotovo 15 sati dnevno.

## Razmnožavanje
Spolnu zrelost dosižu u dobi od oko dvije godine. Parovi se nalaze obično odmah nakon zime. Vrijeme gniježdenja se proteže od svibnja do lipnja. Gnijezda grade na tlu pod zaštitom bilja uz obalu i oblažu ga paperjem. Ženka polaže najčešće pet do devet jaja dugih gotovo 50 mm. Ležanje na jajima traje oko 24 dana. Mladunci su potrkušci i vrlo brzo nakon valjenja slijede majku u vodu. Letjeti mogu u dobi od oko 45 dana. 